# Syrphus angustatus
Syrphus angustatus är en tvåvingeart som beskrevs av Sack 1926. Syrphus angustatus ingår i släktet solblomflugor, och familjen blomflugor. Inga underarter finns listade i Catalogue of Life.